# The Recoil
The Recoil es una película muda de 1924, dirigida por T. Hayes Hunter. El guion se basa en una historia original de Rex Beach. Existen otros filmes con idéntico título original.

## Argumento
Después de 20 años trabajando en unas minas sudamericanas, Gordon Kent viaja a París con su fortuna para disfrutar de la vida. Allí se enamora de Norma Selbee una atractiva mujer americana y la convence para contraer matrimonio. No obstante, Norma se arrepiente y huye con Laurence Marchmont. Gordon, despechado, contrata a un detective para que los siga y descubre que Laurence es un prófugo de la justicia y que Norma es una mujer casada. Decide presionarles y los castiga a que convivan. La relación de estos no supera la tensión de sentirse descubiertos y de estar en permanente vigilancia y va poco a poco rompiéndose su vínculo sentimental.
Cuando parece que nada pueda ir a peor, aparece Jim, el marido de Norma, que quiere chantajear a Gordon, pero Norma lo previene.

## Elenco
- Mahlon Hamilton as Gordon Kent
- Betty Blythe as Norma Selbee
- Clive Brook as Marchmont
- Fred Paul as William Southern
- Ernest Hilliard as Jim Selbee

## Otros créditos
- Color: Blanco y negro
- Sonido: Muda
- Montaje: Alex Troffey